# Stargazer
„Stargazer“ (česky Hvězdář) je skladba americko-britské hardrockové kapely Rainbow z jejího druhého alba Rising. Je považována za její vůbec nejlepší výtvor a také za jednu z nejvýznamnějších heavymetalových písní všech dob.

## Historie
Tato rozsáhlá výpravná píseň byla nahrána v únoru 1976 v pauze mezi dvěma turné. Svým charakterem dokonale zapadá do tehdejší tvorby kapely, v níž dominují mystické a středověké motivy, a představuje vrchol tohoto snažení. Skladba je ukázkou mimořádných hráčských schopností kytaristy Ritchieho Blackmorea, bubeníka Cozyho Powella a také působivého zpěvu Ronnieho Jamese Dia.
Blackmore složil hudbu a také napsal úchvatné kytarové sólo trvající takřka dvě minuty, obecně považované za vrchol jeho tvorby. Jeho fragmenty lze najít už v předcházející tvorbě v Deep Purple, konkrétně ve skladbě Stormbringer. Blackmore také uvedl, že inspiraci pro celou píseň čerpal z dalšího legendárního hitu „Kashmir“ od Led Zeppelin, nahraného o rok dříve.
Dio napsal pro skladbu zajímavý výpravný text o čaroději, jemuž otroci stavějí obrovskou kamennou věž, aby mohl vzlétnout k obloze. Inspiroval se starými egyptskými a arabskými příběhy. Text má zároveň symbolický rozměr a obsahuje řadu referencí k dalším literárním a hudebním dílům. Závěrečnou pasáž vytvořila Diova improvizace se slovy.
Na mohutném finále, jímž píseň graduje, se významně podílel mnichovský filharmonický orchestr pod taktovkou dirigenta Rainera Pietsche.
Vzhledem k tomu, že stopáž skladby přesahovala osm minut, podobně jako následující „A Light In The Black“, tvoří obě písně celou B stranu desky Rising.

## Příběh
Příběh písně vypráví muž, který je už devět let otrokem mocného vládce. Hovoří o něm jako o Čaroději, neboť věří v jeho nadpřirozené schopnosti. Společně s ostatními otroky buduje vysokou kamennou věž, aby Čaroděj vzlétl k nebi a zamířil na svou šťastnou hvězdu. Otroci věří, že Čaroděj je na tuto šťastnou hvězdu vezme s sebou, proto vytrvale pracují, přestože mnoho jich během stavby zemřelo. Věž je obrovská a zastiňuje i sluneční svit.
Důležitým momentem je předrefrén, v němž se otrok setkává s čarodějem a ptá se ho, kde leží jeho šťastná hvězda a je-li daleko. Opakuje také svou víru v to, že se na ni dostanou. Tento moment symbolizuje bezelstnou důvěru, kterou otroci k Čaroději mají.
Na poloviny píseň rozděluje dlouhé kytarové sólo. Ritchie Blackmore ho napsal ve frygické dominantní stupnici, obvyklé v arabské hudbě. Opět to dokazuje, jak silný vliv měla blízkovýchodní kultura na Blackmorea v této části jeho kariéry. Arabský nádech sóla navíc dobře dokresluje atmosféru textu inspirovaného právě příběhy z této oblasti.
Po sólu píseň graduje. Věž je hotová a otroci plni očekávání sledují Čaroděje stoupajícího na samotný vrchol. Ale místo, aby se vznesl k nebi, jak všichni očekávají, zřítí se z věže a umírá. V tichém a jakoby nekonečném okamžiku je hlavní hrdina společně s ostatními otroky absolutně zaskočen. Uvědomuje si, že byl Čarodějem oklamán. Krev prýštící z mrtvého ukazuje, že nebyl mocnou nadpřirozenou bytostí, ale obyčejným člověkem, stejně jako otroci.
V nastoupivším předrefrénu vypravěč znovu odříkává táž slova o vzdálené šťastné hvězdě, tentokrát je však pronáší trpce a ironicky, neboť již poznal, že ho Čaroděj obelhal.
Propadá zoufalství, v němž opakuje, jak v horku a dešti, zakutí v okovech zbytečně stavěl obrovskou kamennou věž, která se nad ním tyčí jako obrovský pomník zmaru. Prohlíží si své zničené ruce, a když znovu vzhlédne k věži, vidí, jak na horizontu vychází duha (anglický obrat "I see the Rainbow rising" je zároveň dvojsmyslem, který odkazuje k názvu alba, z něhož Stargazer pochází). Duha dodá hlavnímu hrdinovi novou naději a projasňuje jeho mysl; získává zpět svobodnou vůli a vrací se domů. Přestože při stavbě věže zažil velké utrpení, nedokáže lehce opustit toto místo. Píseň symbolicky ztrácí na síle, jak hlavní hrdina odchází, až utichá docela.
Na příběh Stargazera navazuje následující song „A Light In The Black“ vyprávějící o otrocích, kteří po smrti Čaroděje pozbyli smyslu života. Přestože je Čaroděj oklamal, nedokážou opustit věž a postrádají ho.

## Živá provedení
Rainbow tuto píseň hráli především na přelomu let 1975 a 1976 a v průběhu turné k albu Rising, poté byla vypuštěna. Podle Ritchieho Blackmorea především kvůli tomu, že pro mohutný závěr bylo třeba orchestru. Kapela navíc obvykle hrála „Stargazer“ a „A Light In The Black“ hned za sebou. To představovalo velkou fyzickou zátěž především pro Cozyho Powella, což mohlo být dalším důvodem vyřazení obou písní.
„Stargazer“ se v podání Rainbow na pódia vrátil až v roce 2016. Už dříve jej živě hrál Ronnie James Dio s vlastní kapelou.

## Sestava
- Ronnie James Dio – zpěv
- Ritchie Blackmore – kytara
- Tony Carey – klávesy
- Jimmy Bain – basová kytara
- Cozy Powell – bicí

### Hostující hudebníci
- Mnichovský filharmonický orchestr
- Rainer Pietsch – dirigent